# Dissotis
Dissotis är ett släkte av tvåhjärtbladiga växter. Dissotis ingår i familjen Melastomataceae.

## Bildgalleri

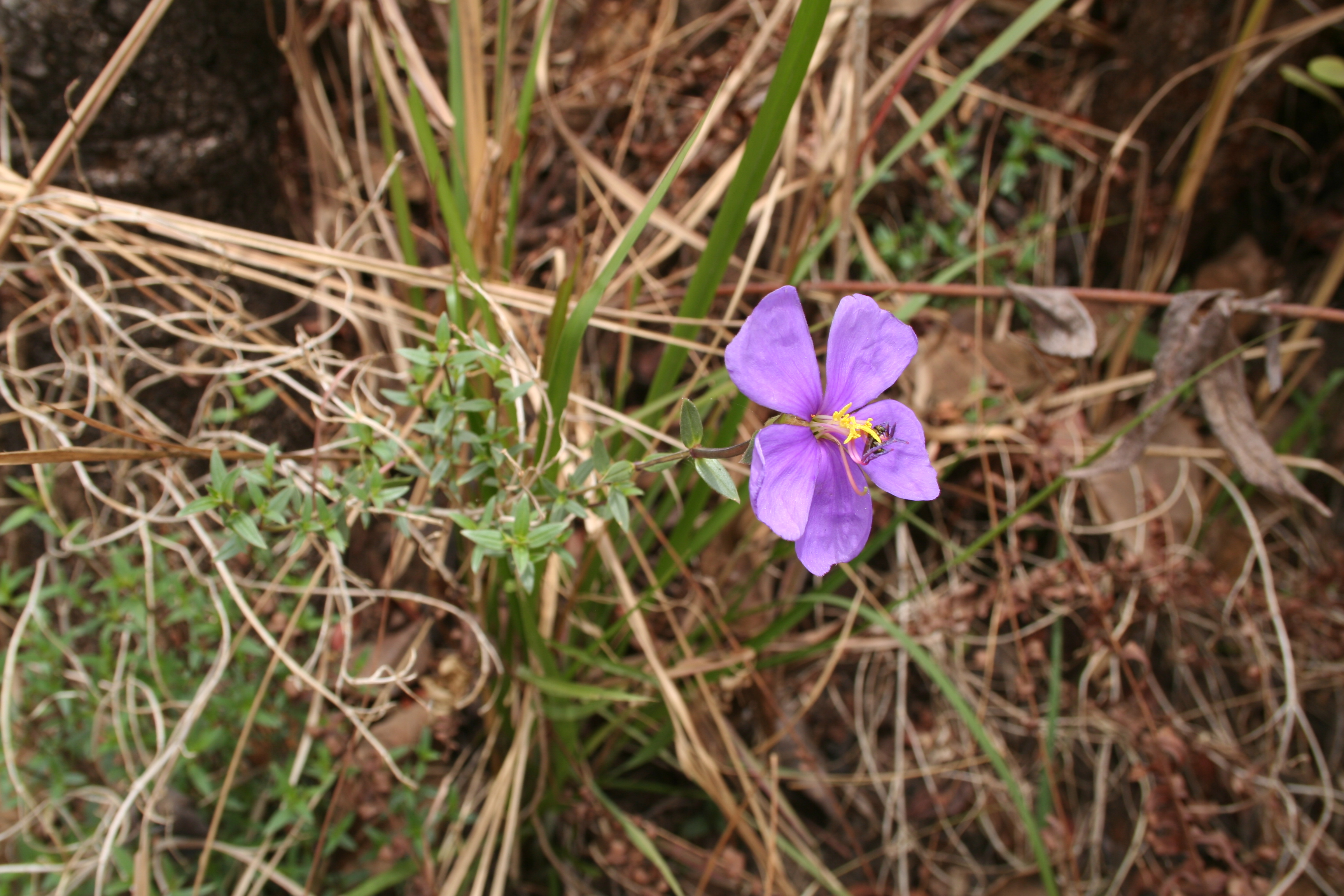
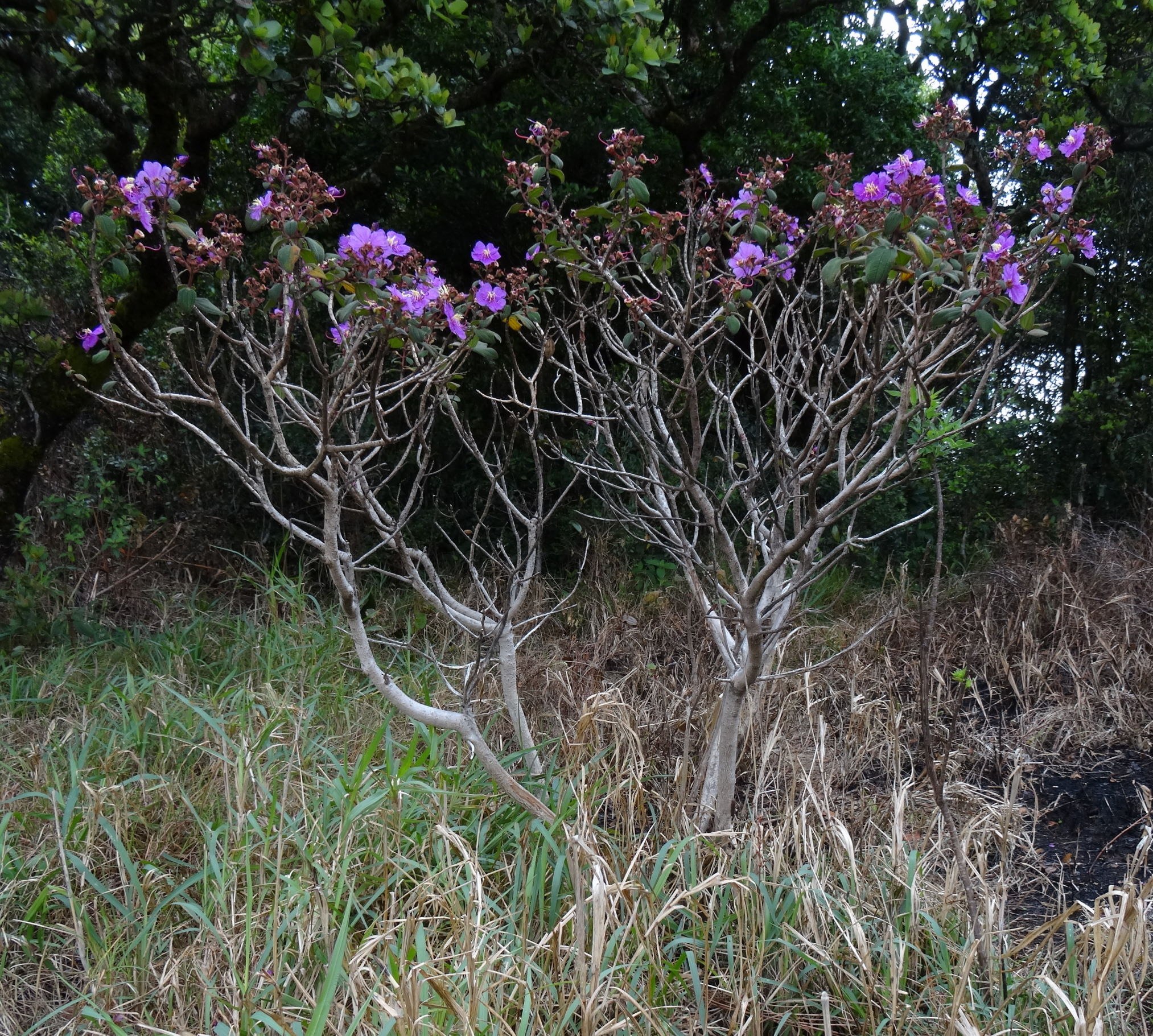
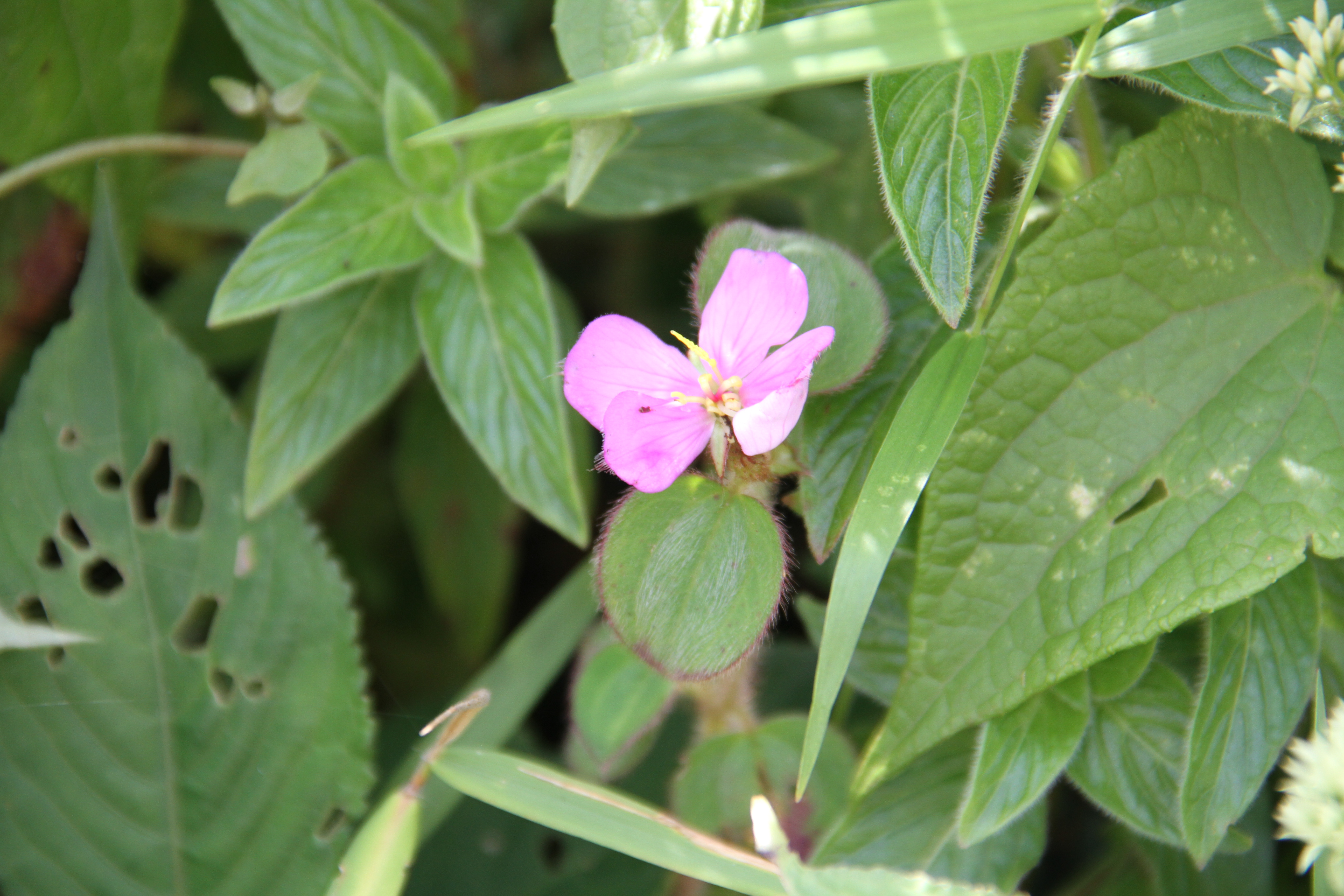
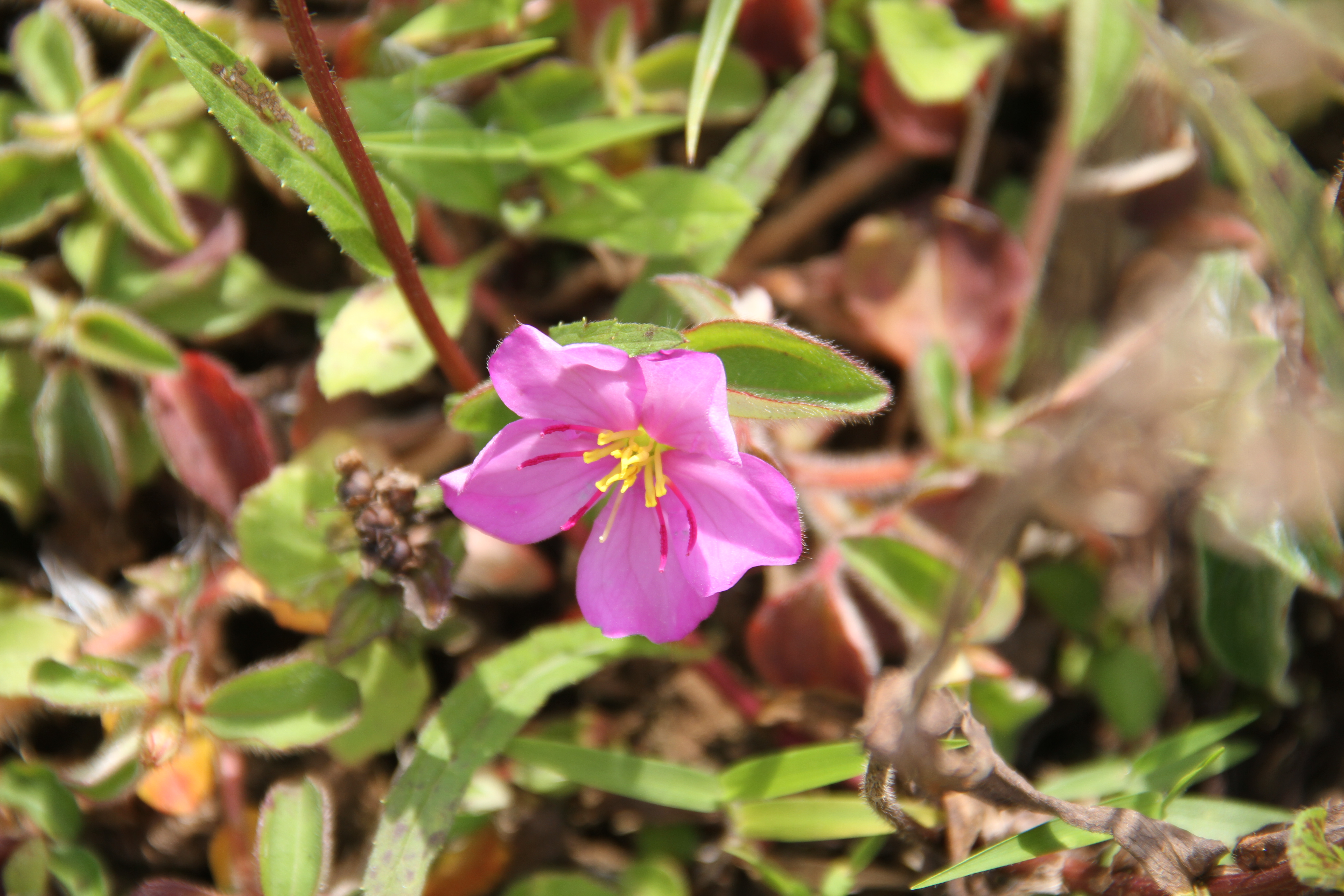
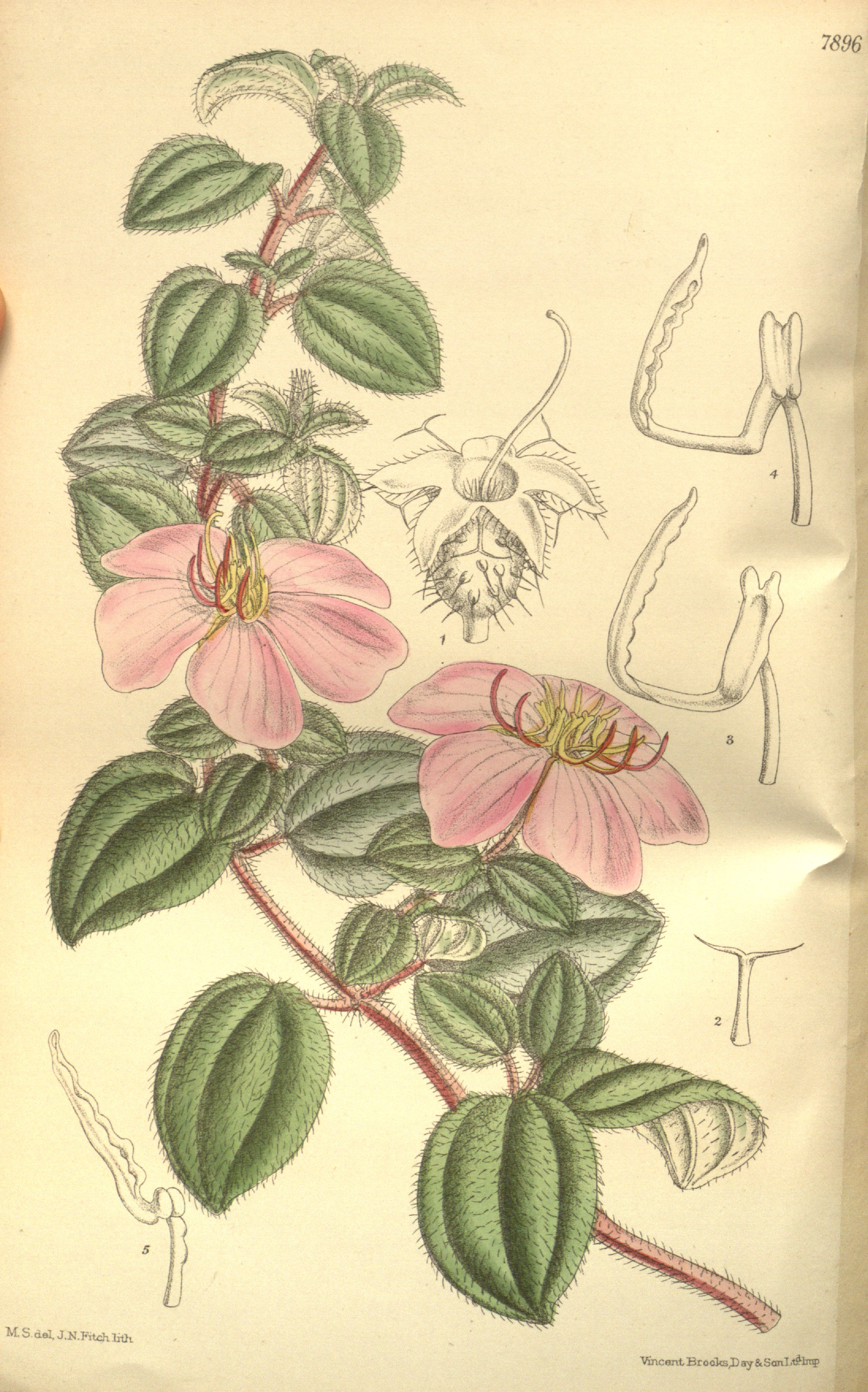
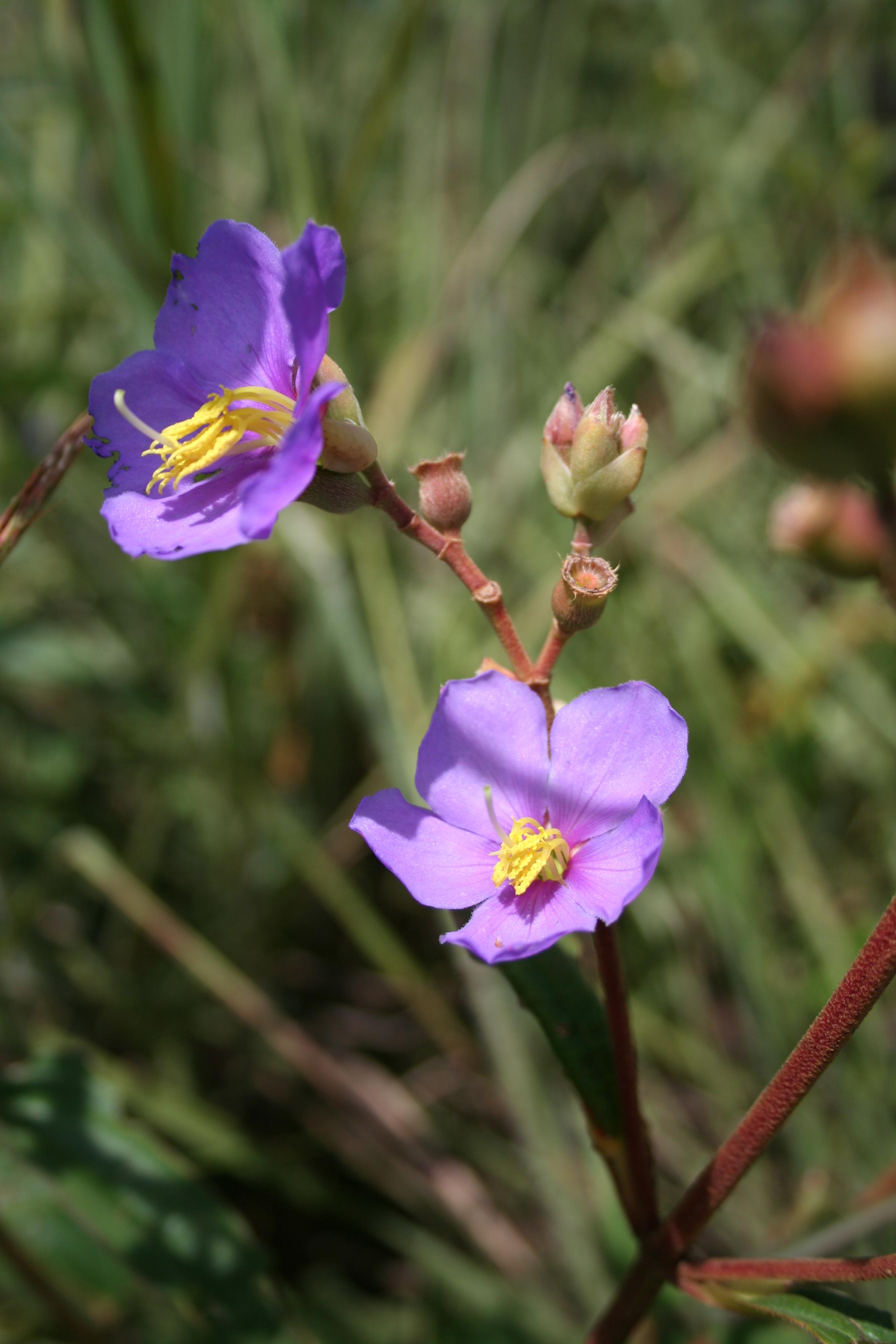

## Dottertaxa tillDissotis, i alfabetisk ordning[1]
- Dissotis anchietae
- Dissotis barteri
- Dissotis brazzae
- Dissotis caloneura
- Dissotis congolensis
- Dissotis cryptantha
- Dissotis decumbens
- Dissotis densiflora
- Dissotis denticulata
- Dissotis falcipila
- Dissotis gilgiana
- Dissotis glandulosa
- Dissotis hensii
- Dissotis johnstoniana
- Dissotis lanata
- Dissotis louisii
- Dissotis melleri
- Dissotis pachytricha
- Dissotis pauciflora
- Dissotis pauwelsii
- Dissotis peregrina
- Dissotis plumosa
- Dissotis princeps
- Dissotis pulchra
- Dissotis romiana
- Dissotis simonis-jamesii
- Dissotis speciosa
- Dissotis trothae
- Dissotis welwitschii
- Dissotis wildei